# Pomnik Jana Pawła II przed kościołem w Mistrzejowicach (Kraków)
Pomnik Jana Pawła II przed kościołem w Mistrzejowicach – pomnik Jana Pawła II, znajdujący się w Krakowie-Nowej Hucie, w Dzielnicy XV Mistrzejowicach na osiedlu Tysiąclecia. Postawiono go na placu przed kościołem św. Maksymiliana Marii Kolbego.
Jest to odlana z brązu postać papieża na granitowym cokole z jego herbem. Autorem pomnika jest artysta-rzeźbiarz, prof. Gustaw Zemła; pomnik przed kościołem w Mistrzejowicach był pierwszym pomnikiem Jana Pawła II wykonanym przez tego artystę. Odsłonięty został w styczniu 1991 roku.